# Khariar
Khariar (o Kharhial) è una città dell'India di 13.402 abitanti, situata nel distretto di Nuapada, nello stato federato dell'Orissa. In base al numero di abitanti la città rientra nella classe IV (da 10.000 a 19.999 persone).

## Geografia fisica
La città è situata a 20° 16' 60 N e 82° 46' 0 E e ha un'altitudine di 225 m s.l.m..

## Società

### Evoluzione demografica
Al censimento del 2001 la popolazione di Khariar assommava a 13.402 persone, delle quali 6.852 maschi e 6.550 femmine. I bambini di età inferiore o uguale ai sei anni assommavano a 1.730, dei quali 903 maschi e 827 femmine. Infine, coloro che erano in grado di saper almeno leggere e scrivere erano 8.287, dei quali 4.906 maschi e 3.381 femmine.